# 10827 Доїказунорі
10827 Доїказунорі  (10827 Doikazunori) — астероїд головного поясу, відкритий 11 жовтня 1993 року.
Тіссеранів параметр щодо Юпітера — 3,627.